# Marco Schuster
Marco Schuster (Rögling, 10 ottobre 1995) è un calciatore tedesco, centrocampista dell'Hansa Rostock.

## Carriera
Cresciuto nel settore giovanile dell'Augusta, dal 2014 al 2017 totalizza 66 presenze e quattro reti con la seconda squadra, giocando per tre stagioni e mezza di fila in Regionalliga. Nel 2017 viene ceduto al Waldhof Mannheim, altro club militante in Regionalliga, dove in quattro stagioni colleziona 103 presenze e sette reti tra campionato e coppa nazionale, contribuendo anche alla promozione in 3. Liga. Nel 2021 viene acquistato dal Paderborn; il 24 luglio debutta in 2. Bundesliga, in occasione dell'incontro pareggiato per 0-0 contro l'Heidenheim.

## Statistiche

### Presenze e reti nei club
Statistiche aggiornate al 15 aprile 2023.
| Stagione                | Squadra                 | Campionato              | Campionato | Campionato | Coppe nazionali | Coppe nazionali | Coppe nazionali | Coppe continentali | Coppe continentali | Coppe continentali | Altre coppe | Altre coppe | Altre coppe | Totale | Totale |
| Stagione                | Squadra                 | Comp                    | Pres       | Reti       | Comp            | Pres            | Reti            | Comp               | Pres               | Reti               | Comp        | Pres        | Reti        | Pres   | Reti   |
| ----------------------- | ----------------------- | ----------------------- | ---------- | ---------- | --------------- | --------------- | --------------- | ------------------ | ------------------ | ------------------ | ----------- | ----------- | ----------- | ------ | ------ |
| 2013-2014               | Augusta II              | RL                      | 2          | 0          |                 | -               | -               |                    | -                  | -                  |             | -           | -           | 2      | 0      |
| 2014-2015               | Augusta II              | RL                      | 26         | 2          |                 | -               | -               |                    | -                  | -                  |             | -           | -           | 26     | 2      |
| 2015-2016               | Augusta II              | RL                      | 14+2       | 1+0        |                 | -               | -               |                    | -                  | -                  |             | -           | -           | 16     | 1      |
| 2016-2017               | Augusta II              | RL                      | 22         | 1          |                 | -               | -               |                    | -                  | -                  |             | -           | -           | 22     | 1      |
| Totale Augusta II       | Totale Augusta II       | Totale Augusta II       | 64+2       | 4+0        |                 | -               | -               |                    | -                  | -                  |             | -           | -           | 66     | 4      |
| 2017-2018               | Waldhof Mannheim        | RL                      | 14+2       | 1+0        |                 | -               | -               |                    | -                  | -                  |             | -           | -           | 16     | 1      |
| 2018-2019               | Waldhof Mannheim        | RL                      | 32         | 3          |                 | -               | -               |                    | -                  | -                  |             | -           | -           | 32     | 3      |
| 2019-2020               | Waldhof Mannheim        | 3L                      | 37         | 3          | CG              | 1               | 0               |                    | -                  | -                  |             | -           | -           | 38     | 3      |
| 2020-2021               | Waldhof Mannheim        | 3L                      | 17         | 0          | CG              | 0               | 0               |                    | -                  | -                  |             | -           | -           | 17     | 0      |
| Totale Waldhof Mannheim | Totale Waldhof Mannheim | Totale Waldhof Mannheim | 100+2      | 7+0        |                 | 1               | 0               |                    | -                  | -                  |             | -           | -           | 103    | 7      |
| 2021-2022               | Paderborn               | 2L                      | 33         | 0          | CG              | 1               | 0               |                    | -                  | -                  |             | -           | -           | 34     | 0      |
| 2022-2023               | Paderborn               | 2L                      | 17         | 0          | CG              | 1               | 0               |                    | -                  | -                  |             | -           | -           | 18     | 0      |
| Totale Paderborn        | Totale Paderborn        | Totale Paderborn        | 50         | 0          |                 | 2               | 0               |                    | -                  | -                  |             | -           | -           | 52     | 0      |
| Totale carriera         | Totale carriera         | Totale carriera         | 218        | 11         |                 | 3               | 0               |                    | -                  | -                  |             | -           | -           | 221    | 11     |

## Palmarès

### Club

#### Competizioni nazionali
- Fußball-Regionalliga: 1

Waldhof Mannheim: 2018-2019 (girone Sud-ovest)